# Teodora Lamadrid
Teodora Hervella Cano, coneguda com a Teodora Lamadrid (Saragossa, 26 de novembre de 1820 – Madrid, 21 d'abril de 1896) va ser una important actriu espanyola dins del corrent del romanticisme teatral, junt amb la seva germana Bárbara i Matilde Díez.
Va ensenyar declamació a l'actriu María Guerrero a la Escuela Oficial de Declamación del Conservatorio de Madrid.

## Biografia

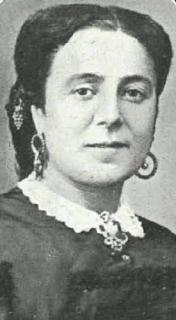

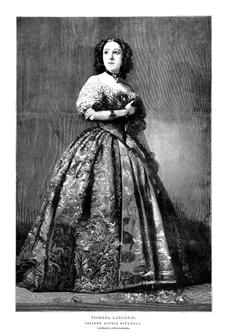
L'actriu Teodora Lamadrid

Als vuit anys ja va començar a interpretar dalt d'un escenari. Es traslladà a Madrid l'any 1832, després de ser contractada, junt amb la seva germana, per l'empresari teatral Juan Grimaldi per a treballar als teatres Príncipe i de la Cruz.
L'any 1851 interpretà una de les seves obres principals, Adriana Lecouvreur. En anys successius interpretà obres com Locura de amor, de Manuel Tamayo y Baus, El tanto por ciento, La campana de la Almudaina, Lo positivo, Virginia, La villana de Vallecas, El desdén con el desdén, Don Juan Tenorio, Los amantes de Teruel o El trovador.
Com a cantant lírica: El novio y el concierto (1841), composta pel seu marit Basilio Basili, i Los solitarios (1842), amb música de Basili i textos de Bretón de los Herreros. Com era habitual, va fer una gira teatral per Amèrica del Sud.
Ha donat nom a carrers en diverses ciutats espanyoles, entre les quals, Barcelona.